# Красный Цветок
Красный Цветок — деревня в Кукморском районе Татарстана. Входит в состав Нырьинского сельского поселения.

## География
Находится в северо-западной части Татарстана на расстоянии приблизительно 19 км на запад-юго-запад по прямой от районного центра города Кукмор.

## История
Основана в 1930-х годах.

## Население
Постоянных жителей было: в 1938—181, в 1949—211, в 1958—112, в 1970—146, в 1979 — 99, в 1989 — 60, 62 в 2002 году (удмурты 100 %), 67 в 2010.